# Belgische federale verkiezingen 2003/Kandidatenlijsten/MR
Dit zijn de kandidatenlijsten van de MR voor de Belgische federale verkiezingen van 2003. Voor de kieskring Henegouwen dient de partij geen volledige kandidatenlijst in. De verkozenen staan vetgedrukt.

## Brussel-Halle-Vilvoorde

### Effectieven
1. Daniel Ducarme
2. Olivier Maingain (FDF)
3. Corinne De Permentier
4. Jacques Simonet
5. Martine Payfa (FDF)
6. Alain Courtois
7. Mustapha El Karouni
8. Bernard Clerfayt (FDF)
9. Viviane Teitelbaum
10. Mostafa Ouezekhti
11. Véronique Caprasse (FDF)
12. Guy Pardon
13. Gisèle Mandaila Malamba (FDF)
14. Souad Razzouk (FDF)
15. Marie Thibaut de Maisières
16. Danielle Depré (FDF)
17. Hatice Ciftci
18. Delphine Bourgeois (FDF)
19. Philippe Pivin
20. Françoise Schepmans
21. Didier Gosuin (FDF)
22. François-Xavier de Donnea

### Opvolgers
1. Alain Courtois
2. Eric Libert (FDF)
3. Frédérique Ries
4. François van Hoobrouck d'Aspre
5. Sevket Temiz
6. Dominique Dufourny
7. Michèle Hasquin-Nahum
8. Anne Monseu
9. Danielle Caron (FDF)
10. Marion Lemesre
11. Eric André
12. Willem Draps

## Henegouwen

### Effectieven
1. Hervé Hasquin
2. Olivier Chastel
3. Marie-Christine Marghem
4. Jacqueline Galant
5. Annie Debruxelles
6. Chantal Bertouille
7. Philippe Seghin
8. Ilhame Lafhal
9. Jean-Jacques Flahaux
10. Martine Machtelings
11. Aurélio Cigna
12. Judith Bondeli Botanda
13. Yolande Samparese
14. Lucien Rawart
15. François Duesberg
16. Jean-Marie Allart
17. Claudy Huart
18. Véronique Cornet

### Opvolgers
1. Denis Ducarme
2. Françoise Colinia
3. Jean-Luc Crucke
4. Robert Hondermarcq
5. Fabienne Devilers
6. Alex Tromont
7. Grazia-Pia Di Bari
8. Françoise Decabooter
9. Michel Huin
10. Florine Pary-Mille
11. Philippe Fontaine

## Luik

### Effectieven
1. Didier Reynders
2. Daniel Bacquelaine
3. Pierrette Cahay-André
4. Sabine Laruelle
5. Philippe Monfils
6. Berni Collas
7. Katty Firquet
8. Marie-Christine Pironnet
9. Isabelle Freson
10. Philippe Dodrimont
11. Pascale Flemal
12. Sophie Delettre
13. Annie Servais
14. Hervé Jamar
15. Robert Denis

### Opvolgers
1. Pierre-Yves Jeholet
2. Josée Lejeune
3. Luc Gustin
4. Aurélia Luypaerts
5. Marcel Neven
6. Caroline Cassart-Mailleux
7. Christine Defraigne
8. Bernd Gentges
9. Michel Foret

## Luxemburg

### Effectieven
1. Philippe Collard
2. Dominique Tilmans
3. Marcelle Charlier-Guillaume
4. Gérard Mathieu

### Opvolgers
1. Renaud Duquesne
2. Nathalie Meyer
3. Nathalie Semes
4. Alexandre Mignon
5. Dominique Offergeld
6. Jean-Pierre Dardenne

## Namen

### Effectieven
1. Anne Barzin
2. François Bellot
3. Anne Humblet
4. José Paulet
5. Christiane Montulet-Colin
6. Guy Saulmont

### Opvolgers
1. Willy Borsus
2. Dominique Van Roy
3. Marie-Claude Lahaye-Absil
4. Nadine Guisset
5. Nicole Delhez
6. Bernard Ducoffre

## Waals-Brabant

### Effectieven
1. Charles Michel
2. Valérie De Bue
3. Jean-Pierre Malmendier
4. Brigitte Defalque
5. Jean-François Breuer

### Opvolgers
1. Serge Van Overtveldt
2. Sybille de Coster-Bauchau
3. Jacques Otlet
4. Florence Van Damme-Valenduc
5. Marie-Anne Hatert-Marloye
6. Jean-Paul Wahl

## Senaat

### Effectieven
1. Louis Michel
2. Nathalie de T'Serclaes
3. Antoine Duquesne
4. Marc Wilmots
5. Sabine Laruelle
6. Pierre Hazette
7. Jacqueline Mayence-Goossens
8. Jean-Marie Severin
9. Belma Tek
10. Alfred Evers
11. Catherine Pirlet
12. Michèle Corne
13. Nathalie Gilson
14. Georges Clerfayt (FDF)
15. Armand De Decker

### Opvolgers
1. Françoise Schepmans
2. Alain Destexhe
3. Marie-Hélène Crombé-Berton
4. Jihane Annane
5. Caroline Persoons (FDF)
6. Jean-Marie Cheffert
7. Richard Miller
8. Lucas Ducarme
9. Serge Kubla